# Sytuacja prawna i społeczna osób LGBT na Łotwie
Lesbijki, geje, biseksualiści i osoby transpłciowe (LGBT) na Łotwie mogą spotkać się z prawnymi trudnościami, których nie doświadczają osoby heteroseksualne. Kontakty homoseksualne – zarówno kobiet, jak i mężczyzn – są na Łotwie legalne, jednakże pary jednopłciowe ani gospodarstwa przez nie prowadzone nie są chronione prawnie tak jak u par różnopłciowych. Pary jednopłciowe nie mają możliwości zawarcia związku małżeńskiego ani wspólnej adopcji dziecka. 
1 lipca 2024 roku wprowadzono na Łotwie możliwość zawarcia rejestrowanego związku partnerskiego między dwoma osobami jednej płci.

## Prawo wobec kontaktów homoseksualnych
Proces demokratyzacji Łotwy umożliwił osobom homoseksualnym zakładanie organizacji, a także otwarcia lokali takich jak bary, puby, kluby, sklepy, biblioteki przeznaczone dla osób LGBT. Wydarzenia kulturalne i edukacyjne mogą być legalnie organizowane, a każdy ma prawo do własnego stylu życia. Mimo tego, społeczeństwo łotewskie nie przejawia wysokiego poziomu tolerancji.

### Historia
W 1992 roku, niedługo po uznaniu niepodległości Łotwy przez Związek Radziecki, kontakty homoseksualne zostały zdekryminalizowane. Minimalny wiek osób legalnie dopuszczających się kontaktów seksualnych został określony na szesnaście lat bez względu na orientację seksualną.

## Ochrona prawna przed dyskryminacją
W 2005 roku łotewski sąd uznał, że osoby homoseksualne nie mogą być dyskryminowane w miejscu pracy z powodu swojej orientacji seksualnej.
We wrześniu 2006 łotewski parlament (Saeima) przyjął do kodeksu pracy poprawki zakazujące dyskryminacji w miejscu pracy przez wzgląd na orientację seksualną. Sejm początkowo pominął tę zmianę w kodeksie pracy, jednak prezydentka Łotwy, Vaira Vīķe-Freiberga, odmówiła podpisania poprawek, dopóki orientacja seksualna nie zostanie uwzględniona.

### Azyl
Łotewskie przepisy przyznają prawo osobom do ubiegania się o azyl polityczny z powodu prześladowań przez wzgląd na orientację seksualną we własnym kraju, ale prawo to nie było jeszcze używane.

### Służba wojskowa
Lesbijki, geje i osoby biseksualne nie są wykluczeni ze służby wojskowej z powodu swojej orientacji seksualnej.

### Krwiodawstwo
Mężczyźni mający kontakty seksualne z mężczyznami mogą być na Łotwie dawcami krwi.

### Terapia konwersyjna
Terapia konwersyjna nie jest prawnie zakazana na Łotwie.

## Uznanie związków osób tej samej płci
Łotwa nie uznaje małżeństw osób tej samej płci.
W 2005 roku Łotwa przyjęła poprawkę do konstytucji, w której małżeństwo określone jest jako związek kobiety i mężczyzny. W początkowej wersji artykuł 110 Konstytucji Łotwy brzmiał: „Państwo chroni i wspiera małżeństwo, rodzinę, prawa rodziców oraz prawa dzieci. Państwo zapewnia specjalną opiekę dzieciom niepełnosprawnym, pozbawionym opieki rodzicielskiej oraz tym, które doświadczyły przemocy”. Pierwsze zdanie artykułu 110 zostało zmienione na: „Państwo chroni i wspiera małżeństwo – związek kobiety i mężczyzny, rodzinę, prawa rodziców oraz prawa dzieci”.
30 stycznia 2015 zaproponowano w łotewskim parlamencie ustawę o związkach partnerskich, która pozwalałaby „każdym dwóm osobom” zarejestrować swój związek. Ustawa zapewniałaby żyjącym razem parom większość praw i obowiązków przysługujących związkom małżeńskim. Została ona jednak odrzucona przez Komisję Prawną 24 lutego 2015. Komisja zakwestionowała zmiany w kodeksie cywilnym dotyczące definicji małżeństwa przyjętej w konstytucji w 2005, a także to, co mają oznaczać „prawa” w związkach podobnym małżeństwom. Ilze Viņķele, członkini partii Jedność, obiecała opracować nowy projekt ustawy o związkach partnerskich. W marcu 2015 mniejszościowa partia Łotewski Rozwój stworzyła petycję mającą na celu przyjęcie związków partnerskich. W inicjatywie przewidziano uznanie formalnych i nieformalnych związków dwóch osób bez względu na płeć.
Od 1 lipca 2024 roku na Łotwie istnieje możliwość zawarcia rejestrowanego związku partnerskiego w przypadku osób tej samej płci.

## Adopcja dzieci przez pary jednopłciowe
Łotewskie prawo zapewnia dostęp do adopcji dzieci obywatelom, którzy ukończyli 25. rok życia. Jednakże dwie osoby niebędące w związku małżeńskim nie mogą adoptować tego samego dziecka. Oznacza to, że w związkach nieformalnych tylko jedna osoba może zostać prawnym opiekunem dziecka.
Lesbijki mają dostęp do sztucznego zapłodnienia oraz do leczenia niepłodności. Geje nie mają dostępu do matek zastępczych (jednak takie prawo również nie przysługuje mężczyznom heteroseksualnym).

## Prawa osób transpłciowych
Na Łotwie dostępne są operacje korekty płci, jak i zmiana płci metrykalnej w dokumentach. Prawo nie rozróżnia pojęcia „zmiana płci”, ale zaświadczenie medyczne o zmianie operacyjnej musi zostać dostarczone urzędowi zgodnie z prawnie uznaną płcią. W 2004 roku władze odmówiły prawnej zmiany płci osobie, która przeszła częściową operację zmiany płci. Osoba ta świadczyła o znanym jej przypadku, w którym ktoś również przeszedł częściową operację i metrykalna zmiana płci została uznana. Wystąpiła więc na drogę sądową. W 2008 Sąd Najwyższy Łotwy orzekł, iż w tym szczególnym przypadku metrykalna zmiana płci powinna zostać dokonana, jako że w podobnym przypadku władze uznały zmianę płci. Ponadto osoba, która na co dzień funkcjonuje jako mężczyzna, może napotkać problemy, jeśli prawnie będzie figurować jako kobieta. Sprawa ta poskutkowała zaproponowaniem w 2009 regulacji, według których osoba składająca wniosek o zmianę płci musi uprzednio przejść zabieg ubezpłodnienia (co z kolei spowodowało kolejne zagmatwania prawne). Sejm odrzucił jednak pomysł i ustawa nie weszła w życie.

## Życie osób LGBT w kraju
Jedynie w stolicy kraju, Rydze, istnieje niewielka scena gejowska. Poza tym miastem ludność jest stosunkowo rozproszona, co oznacza brak znaczącej sceny gejowskiej. Zauważalne są poważane osoby, które otwarcie identyfikują się jako geje lub lesbijki, na przykład amerykański dziennikarz łotewskiego pochodzenia, Kārlis Streips; minister spraw zagranicznych, Edgars Rinkēvičs, oraz była rektorka Ryskiej Wyższej Szkoły Prawniczej, Linda Freimane.
Geje i lesbijki są stosunkowo często atakowani w przestrzeni publicznej. Osoby homoseksualne mogą jednak oskarżyć swoich oprawców jedynie o chuligaństwo.
W 2002 Māris Sants, ujawniony pastor, został zawieszony, a następnie wykluczony ze wspólnoty Ewangelicko-Luterańskiego Kościoła Łotwy. W swoim wystąpieniu zatytułowanym „Dlaczego Māris Sants został zwolniony?” arcybiskup Jānis Vanags wyjaśnił, iż Santsa nie usunięto z powodu jego orientacji seksualnej, lecz z powodu kazań, w których głosił zalety „homoseksualnego stylu życia” zamiast potępiać tego typu grzech. Pastor Juris Cālītis, dziekan Wydziału Teologicznego Uniwersytetu Łotwy, nie tylko skrytykował publicznie sposób, w jaki usunięto Mārisa Saintsa, ale także zezwolił na uczestnictwo Saintsa w służbie kościelnej. Jānis Vanags ukarał za to Cālītisa, odsuwając go od stanowiska dziekana, a następnie wydalając ze wspólnoty Kościoła. Cała sprawa zapoczątkowała na Łotwie publiczną debatę dotyczącą potrzeby wprowadzenia ochrony osób LGBT przed dyskryminacją ze strony pracodawców.
W 2006 Amnesty International zaapelowała do Unii Europejskiej o podjęcie starań w celu ochrony osób homoseksualnych w Polsce i na Łotwie, twierdząc, że władze tych krajów niewiele zrobiły „w kierunku zagwarantowania osobom LGBT możliwości korzystania z podstawowych praw”.
W maju 2007 arcybiskup Rygi Janis Pujats opublikował w gazecie „Ritienda” list otwarty, w którym sprzeciwił się przeprowadzaniu na Łotwie parad organizowanych przez środowiska homoseksualistów. Miało to związek z planowaną na lipiec tego roku paradą gejowską w Rydze. Kardynał Pujats uznał w nim zachowania homoseksualne jako „całkowitą deprawację w sferze seksualnej” i „nienaturalną formę prostytucji”. Duchowny apelował również do rządu łotewskiego, aby zabronił organizacji parad homoseksualnych. W sierpniu 2008 roku podczas parady homoseksualistów w Belfaście prezes Stowarzyszenia Praw Gejów w Irlandii Północnej P.A. MagLochlainn wspólnie z północnoirlandzkim Amnesty International przeprowadził happening, w którym wystąpił przebrany w strój kardynalski i sparodiował kardynała Pujatsa. Akcja miała na celu m.in. krytykę postulowanej przez kardynała delegalizacji parad gejowskich, jak również jego apelu do władz o zakazanie osobom homoseksualnym możliwości sprawowania urzędów publicznych.
W listopadzie 2014 minister spraw zagranicznych Łotwy, Edgars Rinkēvičs, ujawnił się za pośrednictwem Twittera, stając się pierwszym politykiem na Łotwie otwarcie mówiącym o swojej homoseksualnej orientacji.
Badanie z 2016 roku wykazało, że Łotwa jest krajem, w którym najtrudniej (spośród całej Unii Europejskiej) żyje się osobom homoseksualnym.

### Organizacje LGBT
Z uwagi na homofobiczne protesty, założono w 2005 roku organizację o nazwie Mozaīka. Stowarzyszenie składało się z członków społeczności LGBT, ich przyjaciół, znajomych i rodziny. Celem grupy jest promocja tolerancji wobec osób LGBT, a także ekspansja praw mniejszości seksualnych na Łotwie. W odpowiedzi na powstanie Mozaīki i w obliczu zbliżającej się w 2006 roku parady równości, utworzono prawicową antyhomoseksualną organizację NoPride.

### Opinia publiczna
Większość społeczeństwa łotewskiego ma uprzedzenia wobec homoseksualizmu, co najczęściej jest spowodowane przez społeczny konserwatyzm oraz utrzymujący się światopogląd rodem z minionej, radzieckiej epoki. Przykładem takich przekonań jest powiązanie homoseksualizmu z pedofilią, jakoby miały to być tożsame pojęcia. Wzrost tego typu antyhomoseksualnych postaw zauważalny jest od roku 2008, głównie wśród polityków i niektórych ugrupowań religijnych.
Ze względu na negatywne nastawienie społeczeństwa oraz agresywnych akcji ze strony ugrupowań antygejowskich (na przykład Sojusz Sił Narodowych), istnieje obawa przed dalszym promowaniem praw mniejszości seksualnych, które mogłoby skutkować jeszcze większym oporem ze strony przeciwników. W lutym 2007 przeprowadzono sondaż wśród 537 osób LGBT. 82% badanych opowiedziało się przeciwko organizacji zaplanowanej paradzie równości, która miała się odbyć w Rydze. 7% respondentów było zdania, iż wydarzenie mogłoby pomóc w promowaniu tolerancji wobec mniejszości seksualnych. Parada odbyła się w tym samym roku, w przeciwieństwie do roku 2005, kiedy kontrmanifestacje rozgoniły nielicznych zgromadzonych, oraz do roku 2006, kiedy zabroniono organizacji tego wydarzenia. Impreza przebiegła pokojowo. Brało w niej udział około 500 osób. Obecnych było około stu osób próbujących zakłócić przebieg wydarzenia. W tym samym czasie odbyła się demonstracja przeciwników parady, która zgromadziła około tysiąca protestujących. W 2015 Ryga zorganizowała EuroPride. Impreza zgromadziła około 5000 uczestników, a w proteście przeciwko organizacji EuroPride brało udział kilkadziesiąt osób.
Badania przeprowadzone w latach 2001–2002 na Litwie, Łotwie i w Estonii pokazują, że 67% homoseksualistów zamieszkujących te kraje ukrywa swoją orientację seksualną przed rodzicami, 88% w miejscu pracy, a 89% w życiu publicznym. Zaledwie 15% ankietowanych gejów i lesbijek nie ukrywało swej orientacji, 4% spotkało się z groźbą zwolnienia z pracy z powodu preferencji seksualnych. Dalsze 6% potwierdziło, że byli zwalniani lub zmuszani do porzucenia pracy z powodu swej orientacji seksualnej.
Sondaż Eurobarometr przeprowadzony w grudniu 2006 wykazał, iż 12% badanych popierało wprowadzenie małżeństw osób tej samej płci, a 8% zgadzało się na adopcję dzieci przez pary jednopłciowe (średnie dla Unii Europejskiej to kolejno 44% i 32%).
Według Eurobarometru z roku 2015, 19% Łotyszów popiera małżeństwa osób tej samej płci (średnia unijna to 61%). Co więcej, 42% badanych z Łotwy odpowiedziało, że geje i lesbijki powinni cieszyć się tymi samymi prawami co osoby heteroseksualne (poza małżeństwem i adopcją dzieci), a 23% było zdania, że nie ma nic złego w związku dwóch osób tej samej płci (średnie unijne to odpowiednio 71% i 67%).